# Almadén
Almadén je mesto v pokrajini Ciudad Real v Španiji.
V mestu je največji rudnik živega srebra, ki pokriva tretjino svetovne proizvodnje. Je pobrateno mesto s slovensko Idrijo.
Mesto so ustanovili stari Rimljani.